# Erdläufer
Die Erdläufer (Geophilomorpha), auch Erdkriecher genannt, sind eine Ordnung der zu den Tausendfüßern gehörenden Hundertfüßer. Mit etwa 1300 bekannten Arten handelt es sich nach den Steinläufern um die artenreichste Ordnung der Hundertfüßer, wobei davon ausgegangen wird, dass es 4000 Arten weltweit gibt. Erdläufer sind auf allen Kontinenten der Welt außer der Antarktis verbreitet und leben meistens im Boden, woher auch ihr Name rührt. Durch die Lebensweise im Bodeninneren unterscheidet sich der Körperbau deutlich von dem der anderen Hundertfüßer. Erdläufer sind beispielsweise sehr dünn und lang gebaut und weisen mehr Körpersegmente und Beine auf als andere Hundertfüßer. Auch ist ihr Körper oftmals hell gefärbt und Augen sind nicht vorhanden.

## Merkmale und Lebensweise
Erdläufer verdanken ihren Namen der Tatsache, dass sie häufig im Boden leben. Als Anpassung daran haben sie sehr dünne und lange Körper und sind meistens blass gefärbt – die meisten Arten variieren in der Färbung von weißlich über hellbeige bis gelblich oder braun. Die Körperlänge beträgt 5–200 mm, damit gehören zu ihnen nach den Riesenläufern die längsten Hundertfüßer. Die Körper bestehen aus 27–191 laufbeinpaartragenden Segmenten. Dabei kommt es stets zu einer ungeraden Zahl an Beinpaaren. Somit haben sie die meisten Segmente und Beine von allen Hundertfüßern. Auch dies stellt eine Anpassung an die Lebensweise dar, da ein schlanker, wurmförmiger Körper mit vielen Beinen dabei hilft, sich durch Hohlräume im Boden zu bewegen oder graben. Ähnliche Merkmale finden sich bei zahlreichen euedaphisch (im Bodeninneren) lebenden Doppelfüßern. Es gibt jedoch auch Erdläufer mit etwas breiteren oder bandartigen Körpern. Durch den Körperbau bewegen sich Erdläufer langsamer als andere Hundertfüßer. Augen sind keine vorhanden. Die Köpfe sind meistens linsenförmig oder langgestreckt und von einer rechteckigen Form. Die fadenförmigen Antennen bestehen aus 14 Gliedern und am letzten Glied befinden sich zwei Sinnesgruben. Tömösvárysche Organe fehlen bei den Erdläufern. Das vordere Ende der Körper ist häufig schmaler und mit stärkeren Beinen besetzt, die die Erdtunnel erweitern können. Die Speiseröhre der Tiere verläuft durch das vordere Körperdrittel, so dass der Magen in der Körpermitte liegt und die aufgenommene Nahrung nicht den vorderen Körperbereich ausdehnen kann, denn dadurch würden die Tiere in Gefahr laufen nach Nahrungsaufnahme in den Tunneln festzustecken. Zur Fortbewegung in den Erdtunneln benutzen Erdläufer eine ähnliche Methode wie Regenwürmer: Sie zwängen sich mit dem schmalen Vorderkörper in Bodenöffnungen, verankern sich hier mit den bereits erwähnten besonders kräftigen Beinen der ersten Segmente und lassen die nachfolgenden Segmente durch starke Kontraktionen anschwellen. Dadurch wird die Bodenöffnung erweitert und der Vorderkörper kann erneut nach vorne gestreckt werden. Das Exoskelett ist flexibler und hautähnlicher als bei anderen Hundertfüßern, um diese Fortbewegung in den unterirdischen Tunneln zu gewährleisten. Erdläufer sind die einzigen Hundertfüßer, bei denen alle Tergite gleichgestaltet sind und dadurch die gleiche Länge aufweisen. Das letzte Beinpaar ist zu „posterioren Antennen“ umgebildet und weist ein vergrößertes coxopleurales (s. Coxa und Pleurit) Segment auf, das viele verschiedene Poren besitzt. Eine Tarsalklaue fehlt hier meistens. Die Kopfplatte ist klein, so dass ein Großteil der Maxillipeden von oben sichtbar ist. Erdläufer besitzen Atemlöcher an allen beintragenden Segmenten, was sie von anderen Hundertfüßer-Ordnungen unterscheidet. Zur Verteidigung können viele Arten über Porenfelder an den Sterniten ein klebriges und schnell härtendes Sekret absondern, um die Mundwerkzeuge der Angreifer zu verkleben. Manche Arten können sogar leuchtende (biolumineszente) Sekrete absondern, um die Angreifer zusätzlich zu verwirren.

### Lebenszyklus

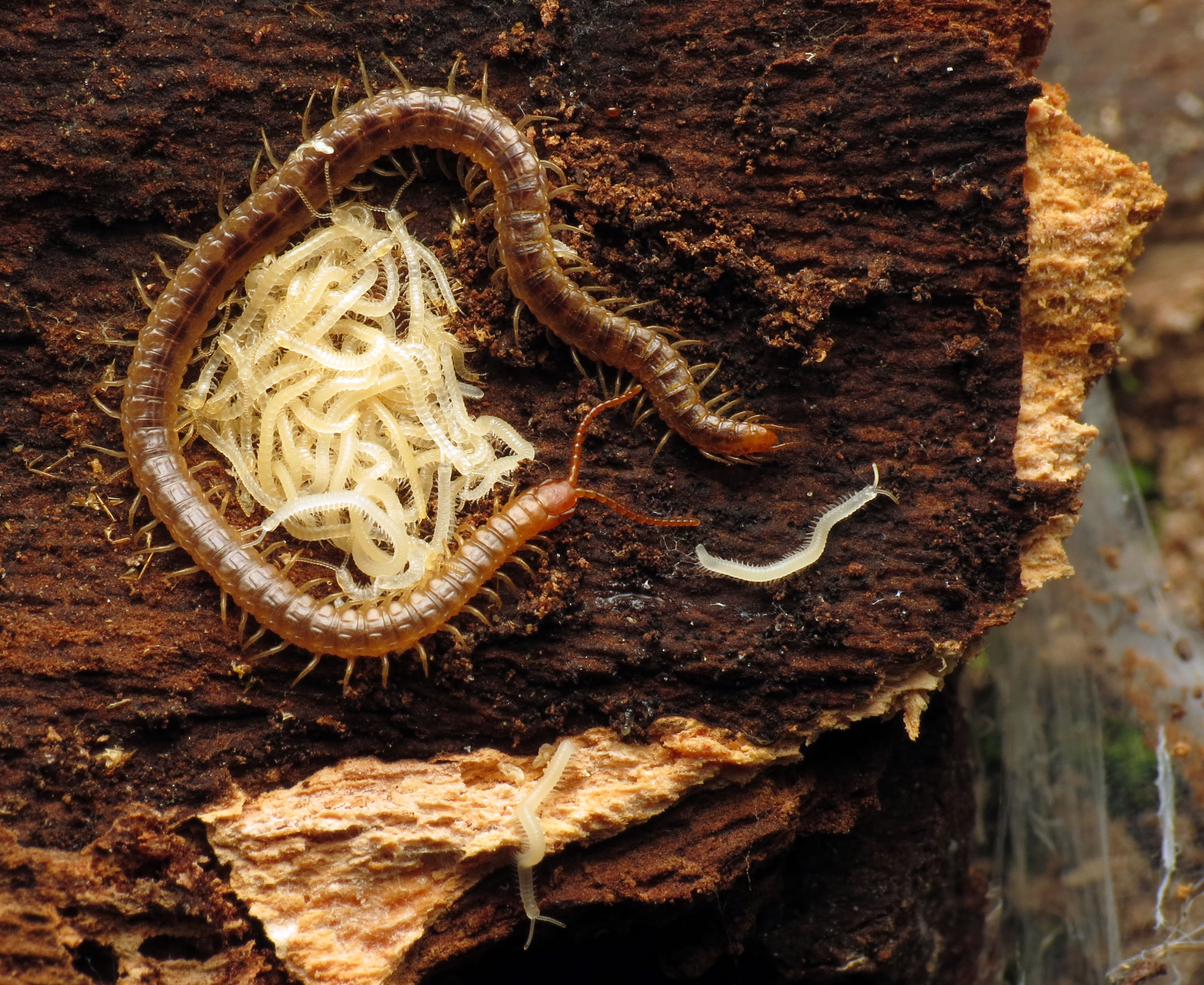
Brutpflege bei einer Art der Gattung Geophilus

Zur Paarung klopft das Männchen zunächst auf den Kopf des Weibchens, spinnt dann mehrere Seidenfäden und legt darauf Spermatophoren ab. Das Weibchen nimmt das Gespinst mit dem Sperma anschließend in die Geschlechtsöffnung auf. Somit handelt es sich um eine indirekte Befruchtung, bei der keine Kopulation stattfindet. Klauenartige Gonopoden wie bei den Spinnenläufern oder Steinläufern fehlen, die Männchen der Erdläufer haben aber stark verdickte Endbeine, die mit vielen Drüsen besetzt sind. Die Eier werden im Boden oder in der Laubstreu abgelegt und die Weibchen betreiben Brutpflege. Dabei rollen sie sich um ihr Gelege oder die frisch geschlüpften Jungtiere. Die Entwicklung von Erdläufern findet wie bei den verwandten Riesenläufern epimorph statt, das heißt die Tiere schlüpfen mit ihrer endgültigen Segment- und Beinanzahl aus dem Ei. Die Jungtiere verbleiben noch die ersten Larvenstadien bei der Mutter, bevor sie das Nest verlassen. Nach einigen Häutungen sind die Tiere schließlich geschlechtsreif.

### Ernährung

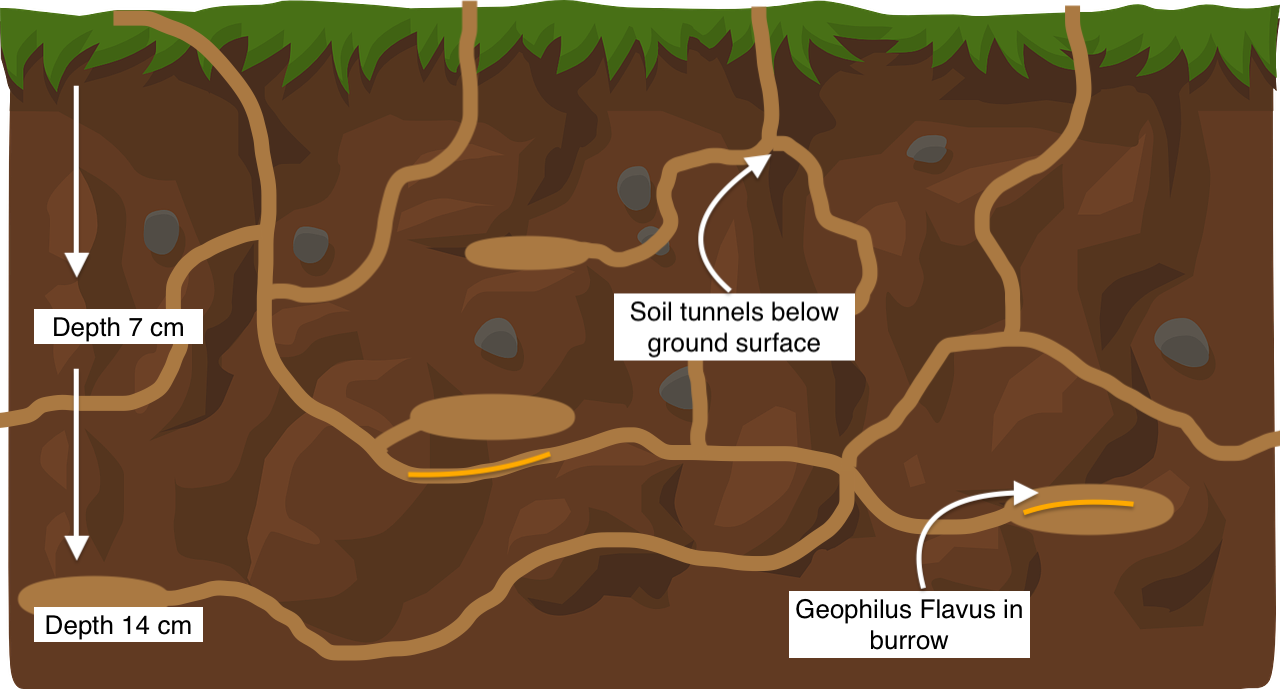
Schema des Gängesystems von Geophilus flavus

Erdläufer ernähren sich räuberisch von kleinen Gliederfüßern wie Springschwänzen, Käferlarven und Fliegenlarven, Regenwürmern und Landlungenschnecken. Den Großteil der Nahrung bilden dabei Regenwürmer, die ebenfalls in unterirdischen Gängen leben und von den Giftklauen der Erdläufer leicht durchdrungen werden können. Dabei können Erdläufer keine Regenwürmer überwältigen, die größer sind als sie selbst, weshalb vor allem kleinere Exemplare gefressen werden. Erdläufer besitzen reduzierte Mundwerkzeuge und verdauen ihre Nahrung extraintestinal. Dazu wird die Beute mit den Mandibeln zerkaut und Verdauungssekrete werden durch Kanäle in den Mandibeln ausgesondert und mithilfe der Maxillen in den Mund befördert. Erst nachdem die Nahrungsstücke verflüssigt oder zumindest aufgeweicht wurden, wird die Nahrung aufgesaugt. Die Mandibeln variieren stark in ihrer Form und sind charakteristisch für die einzelnen Familien, wodurch davon auszugehen ist, dass Erdläufer Nahrungsspezialisten sind, die auf bestimmte Beutetiere spezialisiert sind. Es wurde auch schon beobachtet, wie Gruppen von Erdläufern besonders große Beute angriffen, die größer war als die einzelnen Erdläufer selbst.

## Verbreitung
Erdläufer kommen auf allen Kontinenten außer der Antarktis vor. Dabei fehlen sie in besonders trockenen Gebieten, sind aber relativ kältetolerant und kommen auch z. B. in Alaska, Nordeuropa, Russland oder Feuerland vor. Manche Arten wurden auch auf einige kleinere Inseln eingeschleppt, auf denen sie vorher nicht vorkamen, obwohl es auch einige Inseln gibt, die natürlicherweise von Erdläufern besiedelt sind. Arten der Ordnung finden sich von Meeresspiegelniveau bis in Hochgebirgslagen, so auch in den Anden oder im Himalaya.
In Australien kommen 44 Arten in 18 Gattungen und 6 Familien vor. In Deutschland leben 21 Arten in 7 Gattungen und 3 Familien. Dabei bezieht sich die Anzahl der australischen Familien auf das alte System mit 14 Erdläufer-Familien (s. Innere Systematik).
Neben den Arten, die bis zu 70 cm tief im Bodeninneren leben, gibt es auch Arten in der Laubstreu, höhlenbewohnende Arten oder welche, die entlang der Küstenlinie vorkommen (z. B. Arten der Gattungen Strigamia oder Tuoba). Sogar Arten, die an Bäumen vorkommen (z. B. Geophilus carpophagus) sind bekannt. Häufig kann man Erdläufer unter Steinen, Totholz oder unter anderen auf dem Boden liegenden Materialien finden, wo sie sich verstecken. Mancherorts können sie sehr häufig sein und somit einen wichtigen Teil der Bodenfauna darstellen.

## Äußere Systematik

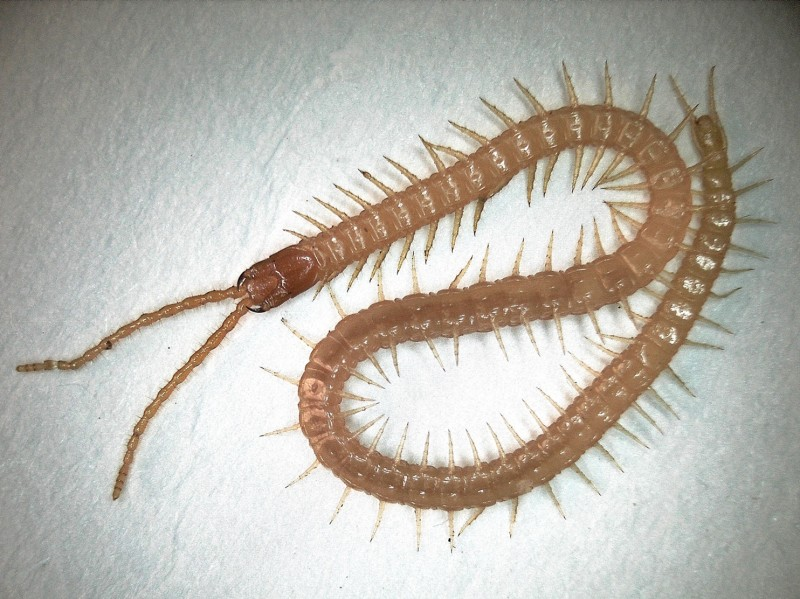
Unterseite von Geophilus flavus aus Europa, der zur Familie Geophilidae gehört

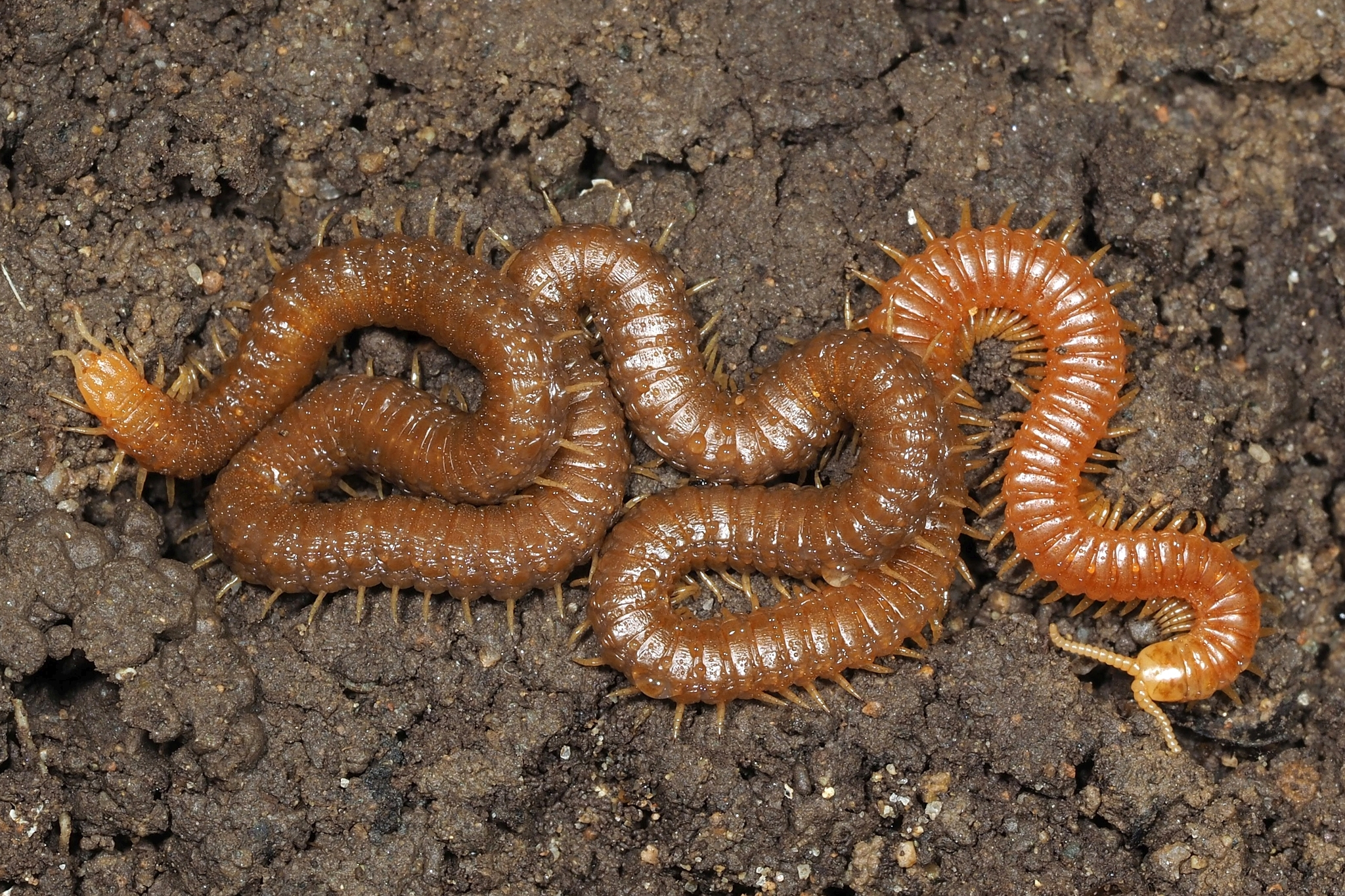
Himantarium gabrielis aus Südeuropa gehört zur Familie Himantariidae

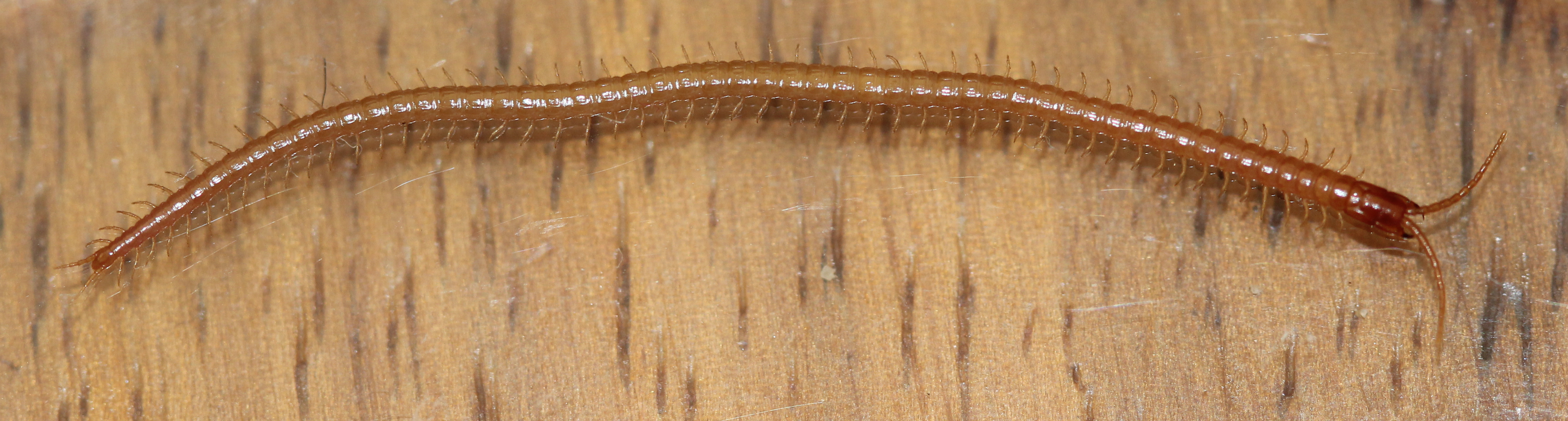
Aspidopleres sp. aus Afrika gehört zur Familie Oryidae

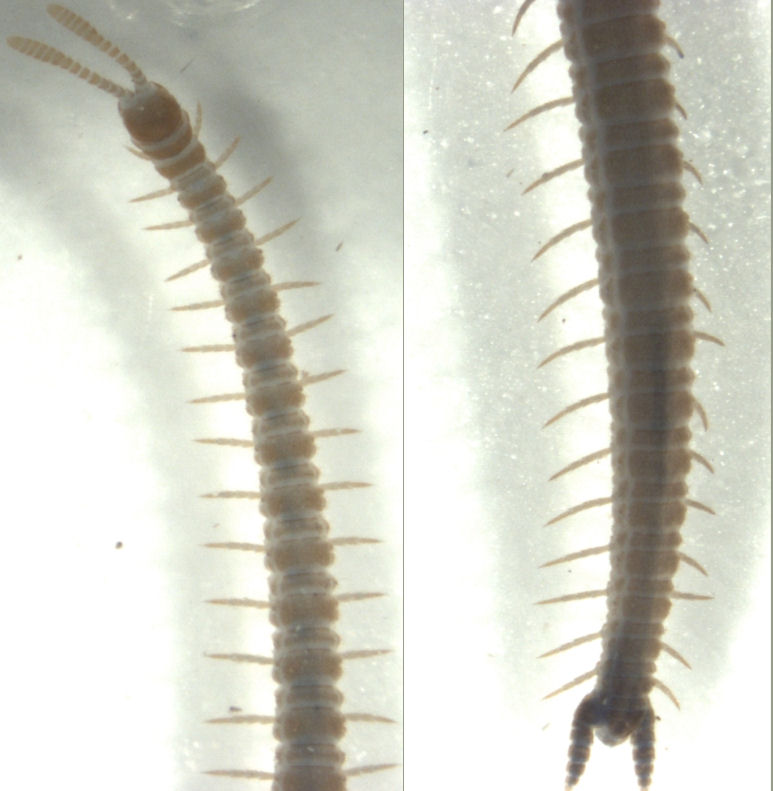
Ballophilus hounselli aus Neuseeland gehört zur Familie Schendylidae

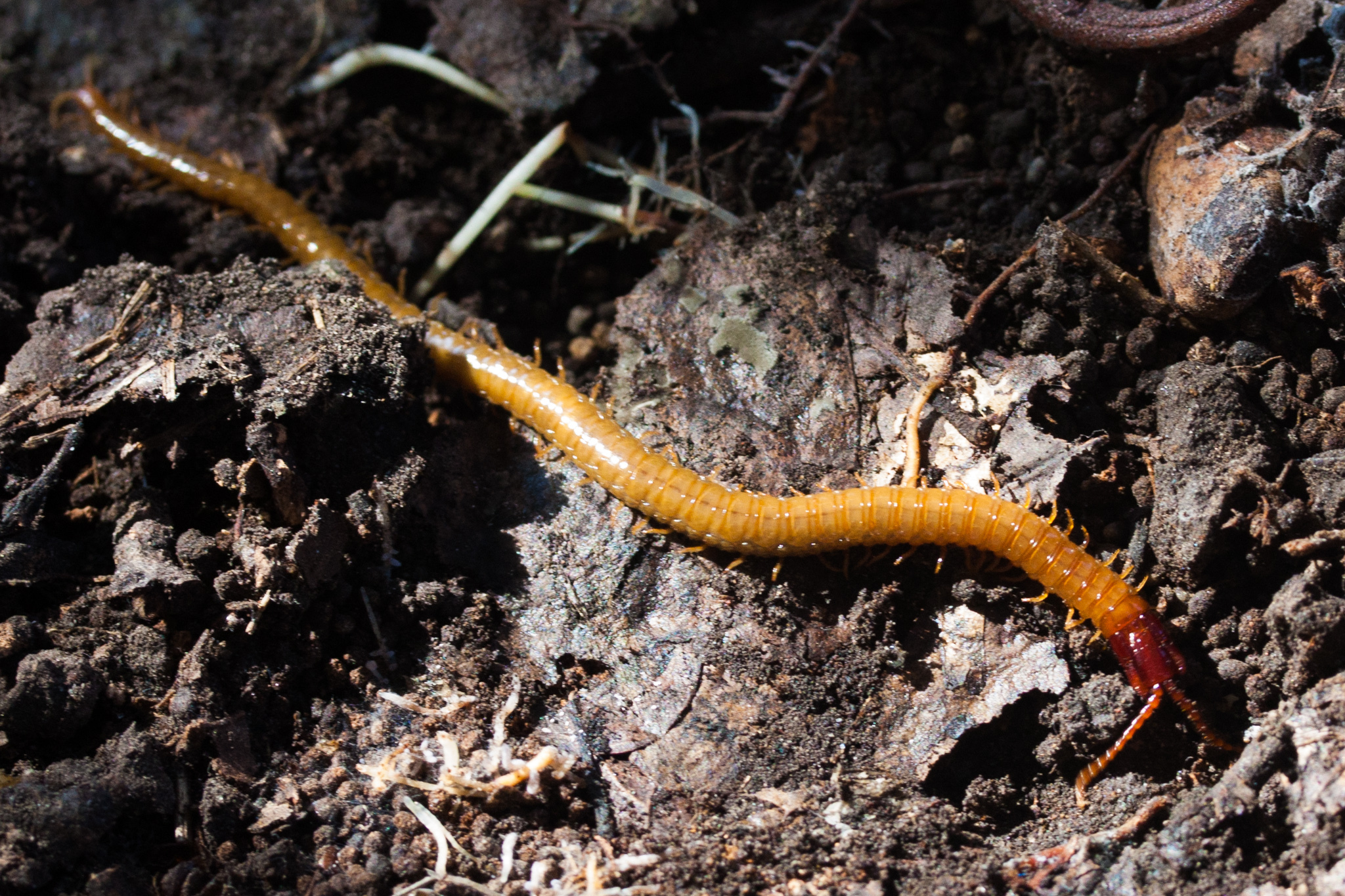
Dicellophilus limatus aus Kalifornien gehört zur Familie Mecistocephalidae

Das folgende Kladogramm zeigt die Einordnung der Hundertfüßer-Ordnungen:
|           | Craterostigmomorpha                                                                             |
|           |                                                                                                 |
| Epimorpha | \| \| Scolopendromorpha (Riesenläufer) \| \| \| \| \| \| Geophilomorpha (Erdläufer) \| \| \| \| |
|           | \| \| Scolopendromorpha (Riesenläufer) \| \| \| \| \| \| Geophilomorpha (Erdläufer) \| \| \| \| |
|           | Scolopendromorpha (Riesenläufer)                                                                |
|           |                                                                                                 |
|           | Geophilomorpha (Erdläufer)                                                                      |
|           |                                                                                                 |

|  | Scolopendromorpha (Riesenläufer) |
|  |                                  |
|  | Geophilomorpha (Erdläufer)       |
|  |                                  |

|           | Craterostigmomorpha                                                                             |
|           |                                                                                                 |
| Epimorpha | \| \| Scolopendromorpha (Riesenläufer) \| \| \| \| \| \| Geophilomorpha (Erdläufer) \| \| \| \| |
|           | \| \| Scolopendromorpha (Riesenläufer) \| \| \| \| \| \| Geophilomorpha (Erdläufer) \| \| \| \| |
|           | Scolopendromorpha (Riesenläufer)                                                                |
|           |                                                                                                 |
|           | Geophilomorpha (Erdläufer)                                                                      |
|           |                                                                                                 |

|  | Scolopendromorpha (Riesenläufer) |
|  |                                  |
|  | Geophilomorpha (Erdläufer)       |
|  |                                  |

|           | Craterostigmomorpha                                                                             |
|           |                                                                                                 |
| Epimorpha | \| \| Scolopendromorpha (Riesenläufer) \| \| \| \| \| \| Geophilomorpha (Erdläufer) \| \| \| \| |
|           | \| \| Scolopendromorpha (Riesenläufer) \| \| \| \| \| \| Geophilomorpha (Erdläufer) \| \| \| \| |
|           | Scolopendromorpha (Riesenläufer)                                                                |
|           |                                                                                                 |
|           | Geophilomorpha (Erdläufer)                                                                      |
|           |                                                                                                 |

|  | Scolopendromorpha (Riesenläufer) |
|  |                                  |
|  | Geophilomorpha (Erdläufer)       |
|  |                                  |

|           | Craterostigmomorpha                                                                             |
|           |                                                                                                 |
| Epimorpha | \| \| Scolopendromorpha (Riesenläufer) \| \| \| \| \| \| Geophilomorpha (Erdläufer) \| \| \| \| |
|           | \| \| Scolopendromorpha (Riesenläufer) \| \| \| \| \| \| Geophilomorpha (Erdläufer) \| \| \| \| |
|           | Scolopendromorpha (Riesenläufer)                                                                |
|           |                                                                                                 |
|           | Geophilomorpha (Erdläufer)                                                                      |
|           |                                                                                                 |

|  | Scolopendromorpha (Riesenläufer) |
|  |                                  |
|  | Geophilomorpha (Erdläufer)       |
|  |                                  |

## Innere Systematik
Die Erdläufer werden in zwei Unterordnungen aufgeteilt, wobei die Unterordnung Placodesmata nur eine einzige Familie enthält, während die Unterordnung Adesmata die übrigen 7 Familien beinhaltet. Es gibt über 180 verschiedene Gattungen und etwa 1300 bekannte Arten, wobei davon ausgegangen wird, dass es weltweit etwa 4000 Arten gibt. Bis ins 21. Jahrhundert hinein waren 13 Familien von Erdläufern anerkannt, bis neuere molekulargenetische Studien darauf hindeuteten, dass 7 dieser Familien keinen Familienstatus besitzen. Zusätzlich wurde die neue Familie Zelanophilidae beschrieben.
- Unterordnung Adesmata
  - Überfamilie Geophiloidea Leach, 1815
    - Geophilidae
    - Gonibregmatidae
    - Zelanophilidae

  - Überfamilie Himantarioidea Bollman, 1893
    - Himantariidae
    - Oryidae
    - Schendylidae
- Unterordnung Placodesmata Bollman, 1893
  -     - Mecistocephalidae

Die ehemalige Familie Ballophilidae wird mittlerweile in die Familie Schendylidae eingeordnet. Die ehemaligen Familien Eriphantidae und Neogeophilidae werden mittlerweile in die Familie Gonibregmatidae eingeordnet. Die ehemaligen Familien Aphilodontidae, Dignathodontidae, Linotaeniidae und Macronicophilidae werden mittlerweile in die Familie Geophilidae eingeordnet.

### Arten in Mitteleuropa (unvollständig)
Folgende Arten sind aus Mitteleuropa bekannt:
- Geophilidae
  - Brachygeophilus truncorum
  - Clinopodus flavidus
  - Clinopodus linearis
  - Geophilus carpophagus
  - Geophilus electricus
  - Geophilus flavus
  - Geophilus glacialis
  - Geophilus insculptus
  - Geophilus oligopus
  - Geophilus proximus
  - Geophilus ribauti
  - Geophilus studeri
  - Geophilus truncorum
  - Henia brevis
  - Henia vesuviana
  - Necrophloeophagus longicornis
  - Pachymerium ferrugineum
  - Stenotaenia linearis
  - Strigamia acuminata
  - Strigamia crassipes
  - Strigamia maritima
  - Strigamia transsilvanica
- Himantariidae
  - Stigmatogaster subterranea
- Schendylidae
  - Schendyla montana
  - Schendyla nemorensis
  - Schendyla tyrolensis